# Официальные символы Токио
Официальные символы Токио — особые знаки и объекты, олицетворяющие японскую столичную префектуру Токио и официально используемые властями Токио для идентификации. К ним относятся герб, флаг, знак, флаг со знаком, цветок, дерево и птица Токио. Изображение символов широко используются в официальной документации, изображается на различном имуществе столицы. С конца XX века наиболее употребительным является знак Токио в виде листа дерева гинкго.

## Описание символов
| Герб Токио (яп. 東京都紋章, とうきょうともんしょう То:кё:то монсё:) — эмблема в виде солнца с шестью лучами. Лучи освещают Небо, Землю и четыре стороны света, символизируя величие Императорской столицы. Автор эмблемы — Ватанабе Хиромото. Эмблема выполнена вопреки правилам геральдики, поэтому собственно гербом она не является. Изначально была эмблемой города Токио, утверждённой на городском совете в декабре 1889 года. 2 ноября 1943 получила статус эмблемы метрополии. Описание эмблемы было принято 8 ноября того же года. |
| Символ Токио (яп. 東京都シンボルマーク , とうきょうとしんぼるまあく То:кё:то симбору ма:ку) — эмблема в виде листа дерева гинкго яркого зелёного цвета. Имеет форму латинского «T», первой буквы слова «Токио». Образована тремя полукругами и символизирует трудолюбие, процветания и душевный покой. Выбранный из 20 кандидатов конкурсным комитетом знак Токио метрополии утверждён 1 июня 1989 года токийской администрацией по случаю празднования 100-летнего юбилея основания города Токио. Используется наравне с гербом Токио.     |
| Флаг Токио (яп. 東京都旗, とうきょうとはた То:кё:то хата) — прямоугольное полотнище фиолетового цвета, с гербом Токио белого цвета по центру. Соотношение сторон флага составляет 2:3. Вертикальная высота герба составляет 4/6 высоты вертикальной стороны флага. Утверждён 1 октября 1964 года. |
| Флаг Токио со знаком (яп. 東京都シンボル旗, とうきょうとしんぼるはた То:кё:то симбору хата) — прямоугольное полотнище белого цвета со знаком Токио по центру. Соотношение сторон флага составляет 2:3. Вертикальная высота знака составляет 33/55 высоты вертикальной стороны флага. Утверждён 30 сентября 1989 года. Используется наравне с флагом Токио. |
| Цветок Токио — Вишня Ёсино (яп. 染井吉野, そうめいよしの Сомэй Ёсино), лат. Prunus × yedoensis. Гибрид сакуры, выведен в XIX веке в селе Соме, на территории района Тосима. Имеет густой и пышный цвет. В ветреную погоду лепестки сакуры опадают как снег. Выбран 22 марта 1954 года населением столицы в результате всеяпонского конкурса «Цветок родины», который проводился Японской телерадиовещательной компанией при поддержке японского правительства. Утверждён 28 июня 1984 года после дополнительного опроса жителей Токио.      |
| Дерево Токио — Гинкго двулопастный (яп. 銀杏, いちょう Итё), лат. Ginkgo biloba. Это реликтовое растение, уцелевшее только в Японии и части Китая. Устойчиво к огню, насекомым и загрязнению окружающей среды. Широко используется для озеленения столицы. Избрано 14 ноября 1966 года из трёх кандидатов (гинкго, сакура, вяз) в результате общественного опроса, который проводился в октябре того же года. Официально не утверждён подзаконными актами.                                                                                  |
| Птица Токио — Озёрная чайка (яп. 百合鴎, ゆりかもめ юрикамомэ), лат. Larus ridibundus. Перелётная птица семейства чайковых. Имеет белые перья, красные лапы и клюв. Прибывает в Японии из Сибири и Камчатки. Зимует в Токио с октября по апрель в районе Токийского залива, рек Сумида и Тама. Воспетая в японской поэзии и литературе как «столичная птица» — миякодори. Утверждена 2 октября 1965 года в результате общественного опроса жителей Токио.                                                                                   |

## Использование

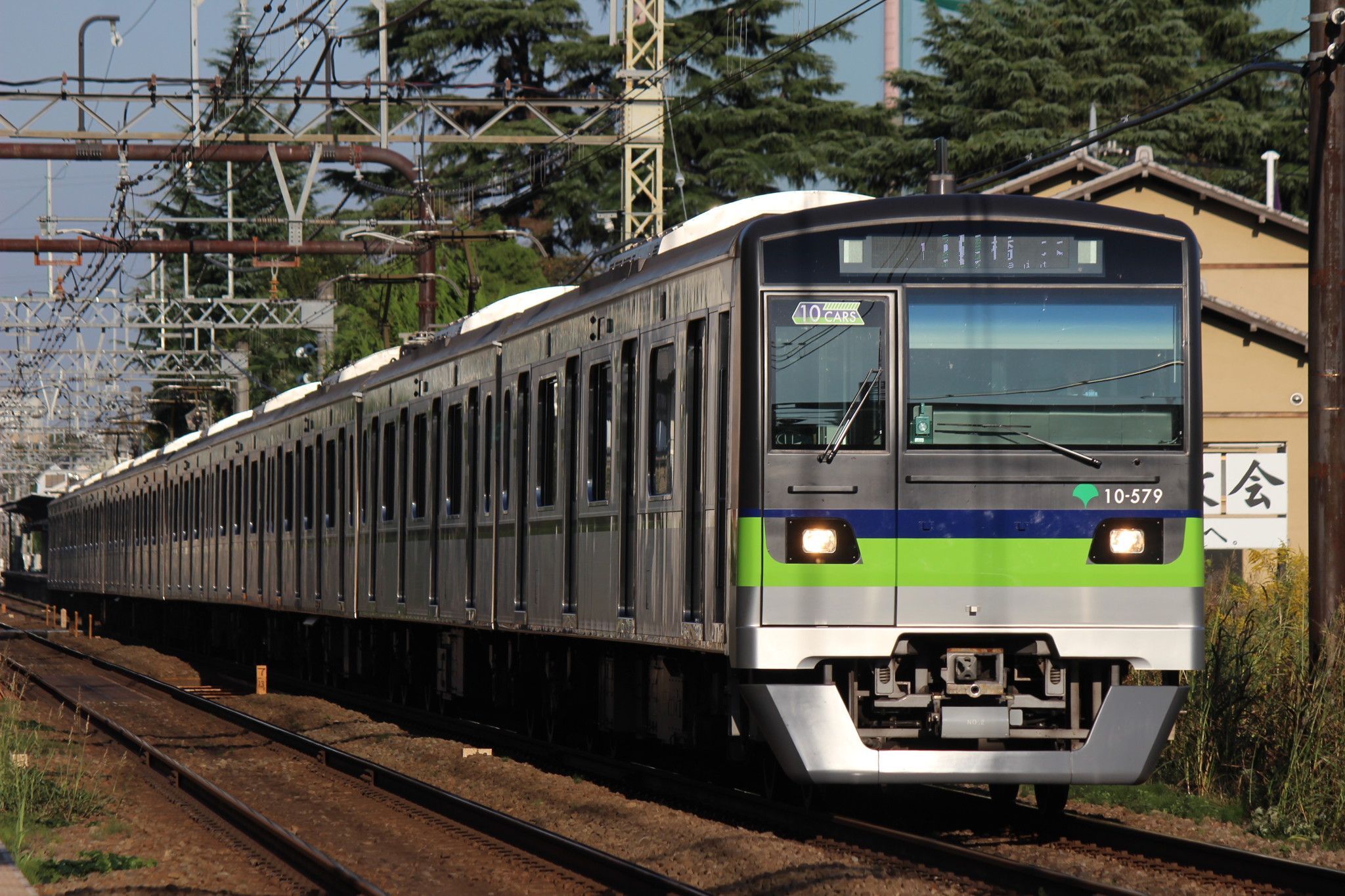
Поезд метро со знаком Токио
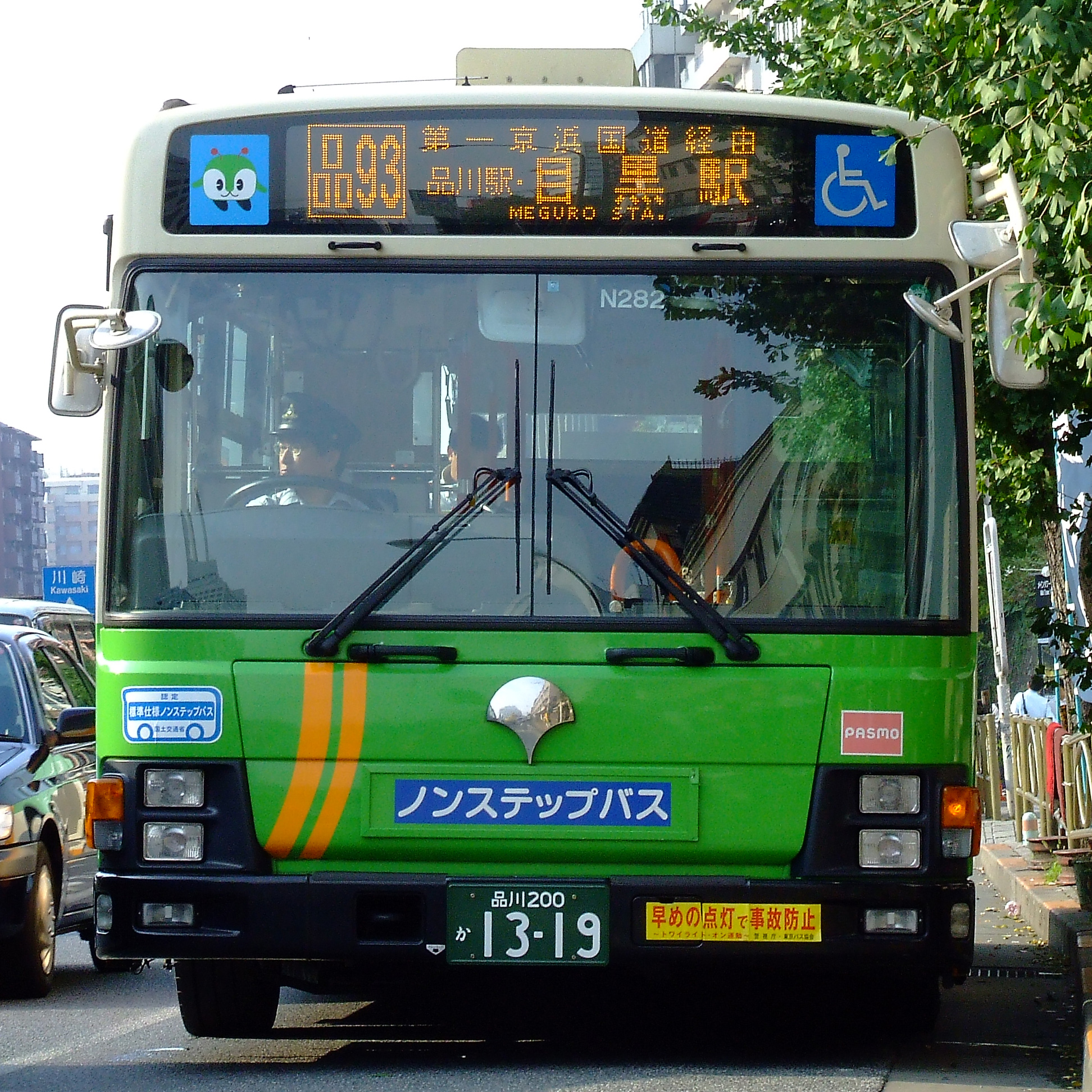
Автобус со знаком Токио
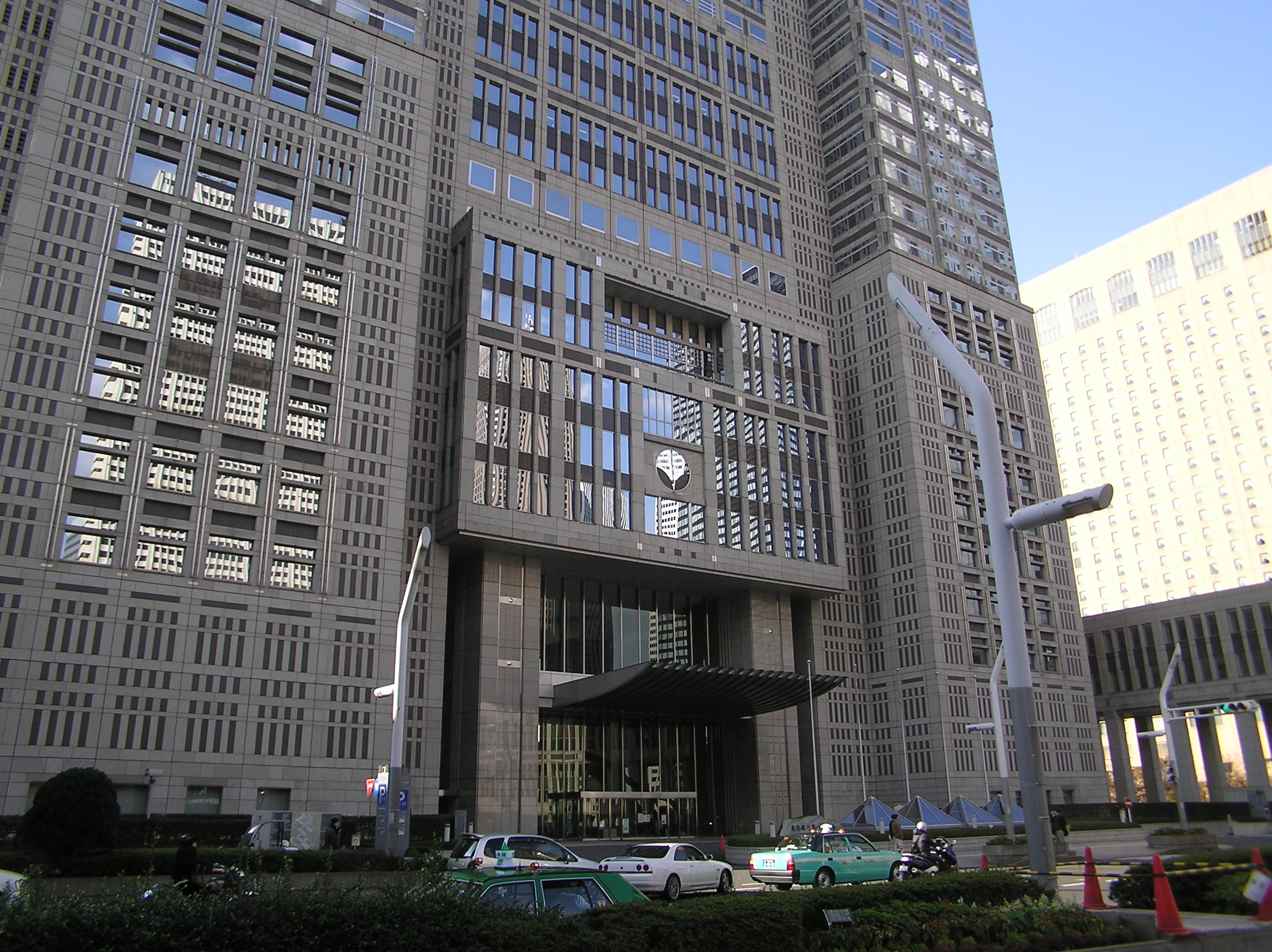
Окно Токийского столичного правительственного здания в виде знака Токио
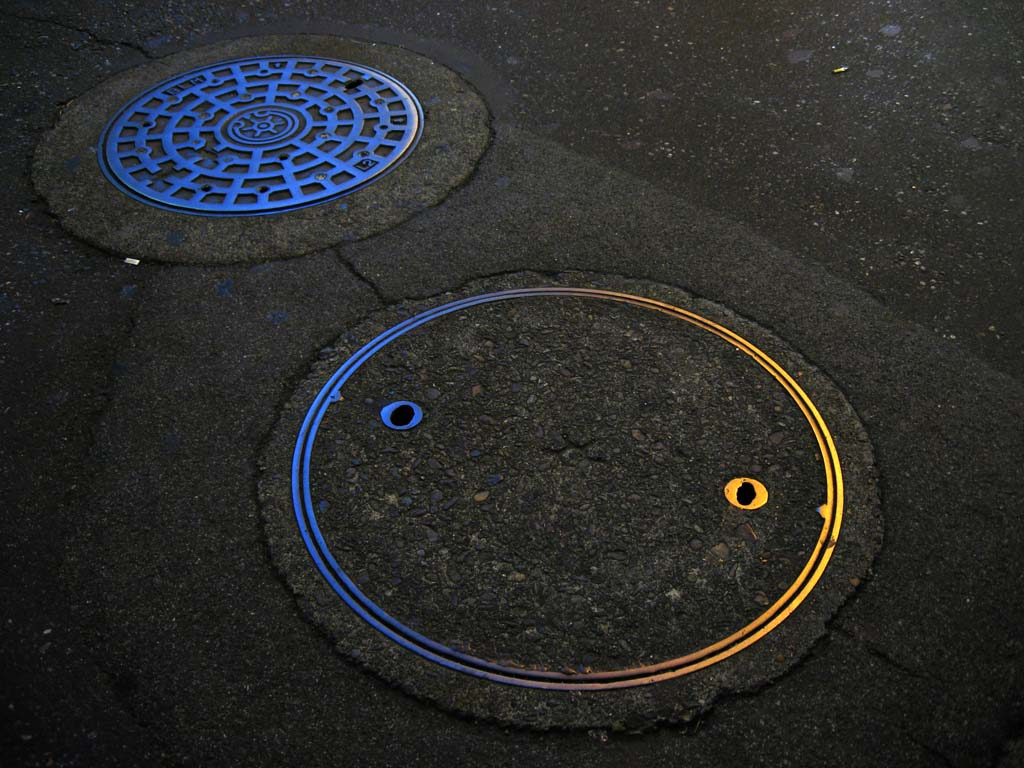
Крышка люка с гербом Токио